# Frågetecken
Frågetecken (?) är ett skiljetecken som används som avslutning på direkta frågor. Frågetecken kan även sättas inom parentes efter ett enskilt ord i en mening för att markera att något är osäkert: Pojkens namn var Andrea (?) Berg. Frågetecken ska inte användas vid indirekta frågor: Hon undrade om jag ville följa med.
Vissa anser att retoriska frågor inte behöver avslutas med frågetecken, till exempel: "Fattar inte alla det!" men det är omdiskuterat. Att använda frågetecken anses fortfarande vara mest korrekt.
Frågetecknets ursprung är inte klarlagt. En teori är att det är en sammandragning/utveckling av det stora Q uppställt ovanför lilla o som under medeltiden användes för att beteckna en fråga. En annan hypotes är att frågetecknet är en omkastning av de två delarna i tecknet för semikolon (;), så att kommat (,) hamnar ovanför punkten (.) i stället för under den. På grekiska används just semikolonet i sin vanliga form (;) som frågetecken.

## Olika sorters frågetecken
I bland annat spanskan och galiciskan (men inte i portugisiska och endast ibland i katalanska) används ett inverterat frågetecken (¿) för att markera var en fråga börjar: ¿Es esto un signo de interrogación? (Är detta ett frågetecken?). På bland annat arabiska är frågetecknet spegelvänt: (؟).
I franskan används ett mellanrum innan frågetecken och utropstecken. « Est-ce que la fille est là ? Bien sûr qu'elle est ici ! »
Kinesiska, japanska och koreanska använder frågetecken i modernt språk. På datorer används då av typografiska skäl fullbreddsversionen av frågetecknet: ？.
Armeniska frågetecken har formen ՞ och placeras över den sista vokalen i frågan.
Grekiska frågetecken har formen ;

## Symboler och stilistiska varianter
| Unicode | Tecken | Namn                         | HTML-kod |
| ------- | ------ | ---------------------------- | -------- |
| U+2047  | ⁇      | dubbelt frågetecken          | &#8263;  |
| U+FE56  | ﹖     | litet frågetecken            | &#65110; |
| U+2048  | ⁈      | frågetecken med utropstecken | &#8264;  |
| U+2049  | ⁉      | utropstecken med frågetecken | &#8265;  |
| U+203D  | ‽      | interrobang                  | &#8253;  |